# Њижна Пољанка
Њижна Пољанка (слч. Nižná Polianka) насељено је мјесто са административним статусом сеоске општине (слч. obec) у округу Бардјејов, у Прешовском крају, Словачка Република.

## Становништво
| Година:    | 1994. | 2004.   | 2014.   | 2024.    |
| ---------- | ----- | ------- | ------- | -------- |
| Број људи: | 262   | 252     | 246     | 220      |
| Разлика:   |       | -3,81 % | -2,38 % | -10,56 % |

| Година:    | 2023. | 2024.   |
| ---------- | ----- | ------- |
| Број људи: | 224   | 220     |
| Разлика:   |       | -1,78 % |

Према подацима о броју становника из 2024. године насеље је имало 220 становника.